# Шумбер
Шумбер (хорв. Šumber) — населений пункт у Хорватії, в Істрійській жупанії у складі громади Света Неделя.

## Населення
Населення за даними перепису 2011 року становило 381 осіб.
Динаміка чисельності населення поселення:

## Клімат
Середня річна температура становить 13,17 °C, середня максимальна – 27,10 °C, а середня мінімальна – -1,47 °C. Середня річна кількість опадів – 1025 мм.
| Клімат поселення                              | Клімат поселення | Клімат поселення | Клімат поселення | Клімат поселення | Клімат поселення | Клімат поселення | Клімат поселення | Клімат поселення | Клімат поселення | Клімат поселення | Клімат поселення | Клімат поселення | Клімат поселення |
| Показник                                      | Січ.             | Лют.             | Бер.             | Квіт.            | Трав.            | Черв.            | Лип.             | Серп.            | Вер.             | Жовт.            | Лист.            | Груд.            |                  |
| Середній максимум, °C                         | 9,70             | 10,88            | 13,82            | 17,30            | 22,33            | 26,48            | 27,10            | 26,46            | 21,75            | 17,31            | 12,36            | 9,18             |                  |
| Середня температура, °C                       | 4,12             | 5,30             | 8,25             | 11,74            | 16,75            | 20,89            | 23,24            | 22,60            | 17,89            | 13,44            | 8,50             | 5,33             |                  |
| Середній мінімум, °C                          | −1,47            | −0,3             | 2,64             | 6,15             | 11,15            | 15,31            | 19,38            | 18,75            | 14,02            | 9,58             | 4,63             | 1,46             |                  |
| Норма опадів, мм                              | 80               | 65               | 74               | 79               | 70               | 82               | 57               | 83               | 95               | 120              | 122              | 98               |                  |
| Середньомісячна швидкість вітру, м/с          | 2.09             | 2.37             | 2.51             | 2.47             | 2.23             | 2.14             | 2.11             | 2.08             | 2.08             | 2.23             | 2.37             | 2.27             |                  |
| Середньомісячна сонячна радіація, кДж/м²·день | 4494             | 7341             | 10625            | 15118            | 19314            | 20969            | 21821            | 19042            | 14044            | 9051             | 4959             | 3794             |                  |
| --------------------------------------------- | ---------------- | ---------------- | ---------------- | ---------------- | ---------------- | ---------------- | ---------------- | ---------------- | ---------------- | ---------------- | ---------------- | ---------------- | ---------------- |
| Джерело:                                      |                  |                  |                  |                  |                  |                  |                  |                  |                  |                  |                  |                  |                  |